# University of Nebraska-Lincoln Women's Volleyball 2021
Questa voce raccoglie le informazioni riguardanti la University of Nebraska-Lincoln Women's Volleyball nella stagione 2021.

## Stagione
La University of Nebraska-Lincoln partecipa per la decima volta alla Big Ten Conference, classificandosi al secondo posto.
Partecipa al torneo NCAA Division I, superando nella fase sub-regionale prima la Campbell e la Florida State. Alle Sweet Sixteen ha la meglio sulla Illinois, andando poi a conquistare l'accesso alla Final-4 dopo aver eliminato la Texas alle Elite Eight. Dopo aver avuto la meglio in semifinale sulla Pittsburgh, perde la finale per il titolo dopo una battaglia di cinque set contro la Wisconsin.

## Organigramma societario
Area direttiva
- Presidente: Trev Alberts

Area organizzativa
- Direttore delle operazioni: Lindsay Peterson
- Coordinatore amministrativo: Brian Magbitang

Area tecnica
- Allenatore: John Cook
- Assistente allenatore: Jaylen Reyes, Kelly Hunter
- Preparatore atletico: Brian Kmitta, Jolene Emricson
- Coordinatore video: Brian Magbitang

## Rosa
| N° | Nome                 | Ruolo | Data di nascita   | Nazionalità sportiva | Anno      |
| -- | -------------------- | ----- | ----------------- | -------------------- | --------- |
| 1  | Nicklin Hames        | P     | 18 gennaio 2000   | Stati Uniti          | Senior    |
| 2  | Kenzie Knuckles      | L     | 19 marzo 2001     | Stati Uniti          | Junior    |
| 3  | Kayla Caffey         | C     | 25 novembre 1997  | Stati Uniti          | Junior    |
| 4  | Anni Evans           | P     | 31 maggio 2002    | Stati Uniti          | Sophomore |
| 6  | Keonilei Akana       | L     | 19 settembre 2001 | Stati Uniti          | Sophomore |
| 7  | Rylee Gray           | C     | 22 settembre 2002 | Stati Uniti          | Freshman  |
| 8  | Alexis Rodriguez     | L     | 11 marzo 2003     | Stati Uniti          | Freshman  |
| 9  | Kennedi Orr          | P     | 7 novembre 2002   | Stati Uniti          | Freshman  |
| 10 | Madison Kubik        | S     | 8 gennaio 2001    | Stati Uniti          | Junior    |
| 11 | Alexis Sun           | S     | 19 settembre 1998 | Stati Uniti          | Junior    |
| 13 | Whitney Lauenstein   | S     | 24 settembre 2002 | Stati Uniti          | Freshman  |
| 14 | Allysa Batenhorst    | S     | 26 luglio 2002    | Stati Uniti          | Freshman  |
| 20 | Kalynn Meyer         | C     | 26 dicembre 2001  | Stati Uniti          | Sophomore |
| 22 | Lindsay Krause       | S     | 11 dicembre 2002  | Stati Uniti          | Freshman  |
| 25 | Callie Schwarzenbach | C     | 25 agosto 1999    | Stati Uniti          | Junior    |
| 26 | Lauren Stivrins      | C     | 26 maggio 1998    | Stati Uniti          | Junior    |

## Mercato
| Acquisti | Acquisti           | Acquisti          | Acquisti   |
| R.       | Nome               | da                | Modalità   |
| -------- | ------------------ | ----------------- | ---------- |
| S        | Allysa Batenhorst  | Seven Lakes HS    | definitivo |
| C        | Rylee Gray         | Elkhorn South HS  | definitivo |
| S        | Lindsay Krause     | Skutt Catholic HS | definitivo |
| S        | Whitney Lauenstein | Waverly HS        | definitivo |
| P        | Kennedi Orr        | Eagan HS          | definitivo |
| L        | Alexis Rodriguez   | Sterling HS       | definitivo |

| Cessioni | Cessioni          | Cessioni     | Cessioni   |
| R.       | Nome              | a            | Modalità   |
| -------- | ----------------- | ------------ | ---------- |
| L        | Hayley Densberger | -            | ritirata   |
| L        | Emma Gabel        | -            | ritirata   |
| O        | Jzanasia Sweet    | Královo Pole | definitivo |
| S        | Riley Zuhn        | -            | ritirata   |

## Statistiche

### Statistiche di squadra
| Competizione                       | Punti | In casa | In casa | In casa | In trasferta | In trasferta | In trasferta | Campo neutro | Campo neutro | Campo neutro | Totale | Totale | Totale |
| Competizione                       | Punti | G       | V       | P       | G            | V            | P            | G            | V            | P            | G      | V      | P      |
| ---------------------------------- | ----- | ------- | ------- | ------- | ------------ | ------------ | ------------ | ------------ | ------------ | ------------ | ------ | ------ | ------ |
| Big Ten Conference NCAA Division I | .765  | 18      | 15      | 3       | 13           | 9            | 4            | 3            | 2            | 1            | 34     | 26     | 8      |
| Totale                             | .765  | 18      | 15      | 3       | 13           | 9            | 4            | 3            | 2            | 1            | 34     | 26     | 8      |

G = partite giocate; V = partite vinte; P = partite perse

### Statistiche dei giocatori
| Giocatrice       | Big Ten Conference NCAA Division I | Big Ten Conference NCAA Division I | Big Ten Conference NCAA Division I | Big Ten Conference NCAA Division I | Big Ten Conference NCAA Division I | Totale | Totale | Totale | Totale | Totale |
| Giocatrice       | P                                  | PT                                 | AV                                 | MV                                 | BV                                 | P      | PT     | AV     | MV     | BV     |
| ---------------- | ---------------------------------- | ---------------------------------- | ---------------------------------- | ---------------------------------- | ---------------------------------- | ------ | ------ | ------ | ------ | ------ |
| K. Akana         | 34                                 | 43,5                               | 1                                  | 0,5                                | 42                                 | 34     | 43,5   | 1      | 0,5    | 42     |
| A. Batenhorst    | 28                                 | 186,5                              | 171                                | 15,5                               | 0                                  | 28     | 186,5  | 171    | 15,5   | 0      |
| K. Caffey        | 31                                 | 318,5                              | 255                                | 63,5                               | 0                                  | 31     | 318,5  | 255    | 63,5   | 0      |
| A. Evans         | 23                                 | 10                                 | 0                                  | 0                                  | 10                                 | 23     | 10     | 0      | 0      | 10     |
| N. Hames         | 32                                 | 102,5                              | 43                                 | 27,5                               | 32                                 | 32     | 102,5  | 43     | 27,5   | 32     |
| K. Knuckles      | 34                                 | 87,5                               | 52                                 | 0,5                                | 35                                 | 34     | 87,5   | 52     | 0,5    | 35     |
| L. Krause        | 33                                 | 314,5                              | 267                                | 46,5                               | 1                                  | 33     | 314,5  | 267    | 46,5   | 1      |
| M. Kubik         | 34                                 | 463,5                              | 412                                | 30,5                               | 21                                 | 34     | 463,5  | 412    | 30,5   | 21     |
| W. Lauenstein    | 27                                 | 73                                 | 62                                 | 11                                 | 0                                  | 27     | 73     | 62     | 11     | 0      |
| K. Meyer         | 6                                  | 12,5                               | 8                                  | 4,5                                | 0                                  | 6      | 12,5   | 8      | 4,5    | 0      |
| K. Orr           | 2                                  | 2,5                                | 1                                  | 1,5                                | 0                                  | 2      | 2,5    | 1      | 1,5    | 0      |
| A. Rodriguez     | 34                                 | 17                                 | 1                                  | 0                                  | 16                                 | 34     | 17     | 1      | 0      | 16     |
| C. Schwarzenbach | 17                                 | 95                                 | 61                                 | 34                                 | 0                                  | 17     | 95     | 61     | 34     | 0      |
| L. Stivrins      | 23                                 | 239                                | 185                                | 46                                 | 8                                  | 23     | 239    | 185    | 46     | 8      |
| A. Sun           | 27                                 | 195,5                              | 158                                | 21,5                               | 16                                 | 27     | 195,5  | 158    | 21,5   | 16     |

P = presenze; PT = punti totali; AV = attacchi vincenti; MV = muri vincenti; BV = battute vincenti

NB: I muri singoli valgono una unità di punto, mentre i muri doppi e tripli valgono mezza unità di punto; anche i giocatori nel ruolo di libero sono impegnati al servizio